# Sámuel próféta

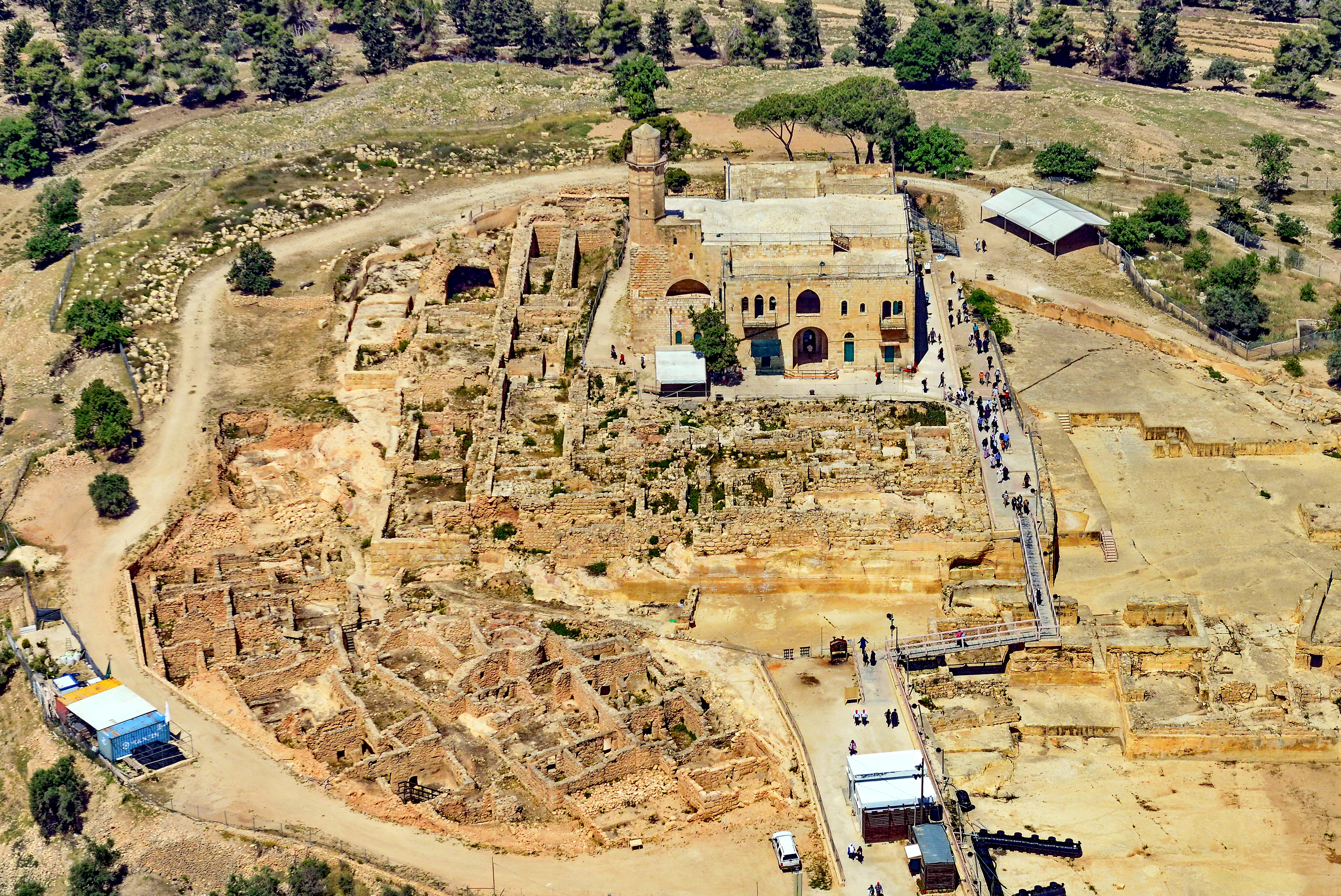
Nebi Samuel, a Sámuel sírhelyeként tisztelt hely Jeruzsálem közelében

Sámuel  (héberül: שְׁמוּאֶל, jelentése: Isten meghallgatott), (Kr. e. 12. század – Kr. e. 11. század) bibliai, ószövetségi próféta Mózes után. Az ókori Izrael utolsó, egyben legjelentősebb bírája, mintegy 20 évig.
Ő volt az, aki az izraeliták első, majd második királyát is felkente, Saul, illetve Dávid személyében.

## Élete
Anyja, Hanna gyermektelenségétől szenvedve fogadalmat tett az Úrnak, hogy ha fia születik, akkor azt Neki fogja áldozni szolgálatra. Sámuelt ezért gyermekkorában Silóba vitte, és Éli főpapra bízta. Itt nevelkedett Silóban a szent sátor mellett. Amikor Éli halála után Sámuel lett egész Izrael bírája, szembefordult a nép bálványimádásával, és visszaállította Isten imádását és az istentisztelet rendjét a Tóra megtartásával.
Megalapította az első prófétaiskolákat, amelyekben a próféta-növendékek együtt laktak. A próféták, mint a nép tanácsadói, mellettük álltak mindenféle ügyeikben, intve, figyelmeztetve a népet, ha Isten törvényeitől eltértek.
Sámuel fiai, Joel és Abijám méltatlannak bizonyultak apjuk örökébe lépni, ezért a vének arra kérték Sámuelt, hogy adjon királyt Izrael népének. Sámuel nem szívesen alapította meg a királyságot, de Isten tanácsára aztán Sault felkente királynak. Később, mikor Isten elvetette Sault, Dávidot kente fel Izrael 2. királyaként.

## Egyéb, a személyéhez köthető adat
A Talmudi hagyomány a bibliai Rúth könyvét is Sámuelnek tulajdonítja.